# 铁路西村街道
铁路西村街道，是中华人民共和国甘肃省兰州市城关区下辖的一个乡镇级行政单位。

## 行政区划
铁路西村街道下辖以下地区：
和政西街社区、居安社区、西村社区、牟家庄东社区、牟家庄北社区和牟家庄南社区。